# 阿孙桑 (埃尔瓦什)
阿孙桑 (埃尔瓦什)是葡萄牙波塔莱格雷区的一个堂区。总面积8.04平方公里，总人口10200人，人口密度985.9人/平方公里。